# Esteban I de Borgoña
Esteban de Borgoña, llamado el Atrevido o el Temerario (en francés Étienne Ier de Bourgogne dit "Tête Hardie") (1065-Ramla, 18 de mayo de 1102), conde de Mâcon, de Vienne y también de Borgoña.

## Orígenes
Nació en 1065 en una familia con mucho poder e influencia. Era hijo del conde Guillermo I de Borgoña y de Estefanía de Longwy-Metz, y hermano de Reginaldo II de Borgoña (ca. 1062-1107), y de Guido de Borgoña (1050-1124), el futuro papa Calixto II.

## Biografía
En 1087, tras la muerte de su padre, le sucedió en el título de conde de Mâcon, junto con su hermano Reginaldo II.
Al morir su madre en 1088, recibió el título de conde de Vienne. En el mismo año, su hermano, Guido de Borgoña (ca. 1060-1124), quien más tarde será elegido Papa con el nombre de Calixto II en 1119, se convirtió en obispo de Vienne.
En 1097, tras la muerte de su hermano, Reginaldo II durante la Primera Cruzada (1096-1099), fue el único titular del condado de Macon y le sucedió en el gobierno del condado de Borgoña, que su hermano le había entregado en consigna para ir a la cruzada en 1096.
Esteban participó en la Cruzada de 1101, en mayo llegó a Nicomedia e intervino en la primera conquista de Ancira, el 23 de junio, y, finalmente, ante el desastre de la batalla de Mersivan, donde logró escapar miserablemente con Raimundo IV de Tolosa y Esteban II de Blois, huyó a Sinope y regresó en barco hasta Constantinopla.
Bajo el mando de Raimundo, Esteban llegó a Antioquía al final de ese mismo año y luego tomó parte en la conquista de Tartus con la ayuda de la flota genovesa, logrando llegar a Jerusalén en la Pascua de 1102, donde permaneció para defender la ciudad del ataque del visir egipcio Al-Afdal Shahanshah al recién nacido Reino de Jerusalén. 
Murió en la segunda batalla de Ramla de 1102 a los 37 años. Fue sucedido por su hijo Reginaldo, en los condados de Vienne y Macon, mientras que el duque de Borgoña fue su sobrino, Guillermo II de Borgoña (1075-1125), que también gobernó el ducado de Macon en nombre de su primo Reginaldo.

## Matrimonio y descendencia
En 1090 se casó con Beatriz de Lorena, hija de Gerardo de Lorena. Tuvieron cuatro hijos:
- Reginaldo III de Borgoña (1093-1148), conde de Borgoña en 1127 y conde de Vienne y Macon (1102-1148)
- Guillermo IV de Borgoña (1088-1157), conde de Mâcon en 1102 y Conde de Auxonne en 1127. Tutor entre 1148-1156 de la Condesa Beatriz de Borgoña. De él descendieron los condes Esteban II de Auxonne , Esteban III del Auxonne y Juan I de Chalon.
- Isabel de Borgoña, se casó en 1110 con el conde Hugo I de Champaña.
- Margarita o Clemencia de Mâcon (? -1164), se casó en 1120 con el delfín Guigues IV de Viennois.